# アギガン島
アギガン島（アギガンとう、チャモロ語: Aguiguan）はマリアナ諸島の北から13番目の島である。テニアン島から南西8キロメートルに位置する。サンゴ礁に囲まれた島であり、現在は無人島である。

## 概要
マリアナ諸島サイパン市に属し、北のファラリョン・デ・パハロス島から13番目にある。また、ハゴイ飛行場があるテニアン島からは南西8キロメートルの場所に位置している。島の面積は7.09平方キロメートル（2.738平方マイル）である。周りはサンゴ礁に囲まれ、内部には野生のヤギがおり、自然の宝庫となっている。2002年の調査では、マリアナオオコウモリ・マリアナツカツクリなどが発見されている。

## 交通
無人島のため、交通航路は存在しない。